# Gare de Borgo-Vercelli
La gare de Borgo-Vercelli (en italien, Stazione di Borgo Vercelli) est une gare ferroviaire italienne de la ligne de Turin à Milan, située sur le territoire de la commune de Borgo Vercelli, dans la province de Verceil en région du Piémont.
Elle est mise en service en 1855. C'est une gare voyageurs, classée bronze, des Rete ferroviaria italiana (RFI), desservie par des trains Trenitalia R.

## Situation ferroviaire
Établie à environ 130 mètres d'altitude, la gare de Borgo-Vercelli est située au point kilométrique (PK) 82,051 de la ligne de Turin à Milan entre les gares ouvertes de Verceil et de Novare (s'intercale la gare fermée de Ponzana).

## Histoire
La station de Borgo-Vercelli est mise en service le 6 mars 1855 par la Società della ferrovia da Torino a Novara, lorsqu'elle ouvre à l'exploitation la section de Novare à Verceil de sa ligne de Turin à Novare. Station de troisième classe, le bâtiment prévu à une base rectangulaire, de 16,5 m sur 7 m, et dispose d'un étage.
En 1856, la ligne de Turin à Novare est officiellement inaugurée le 20 octobre et exploitée par la Compagnie du chemin de fer Victor-Emmanuel qui a absorbé par fusion la compagnie d'origine.

## Service des voyageurs

### Accueil
Gare voyageurs RFI, classée bronze, elle dispose d'un bâtiment voyageurs avec une salle d'attente et d'un bureau pour l'achat de billets régionaux. Elle est équipée de deux quais latéraux.
La traversée des voies et l'accès aux quais s'effectuent par un passage souterrain.

### Desserte
Borgo-Vercelli est desservie par des trains régionaux (R) Trenitalia des relations : Chivasso - Novare, Ivrée - Novare.

### Intermodalité
Le stationnement des véhicules est possible à proximité.